# Греве, Георг
Георг Кристоф Флориан Греве (род. 10 марта 1973 года в Гельголанде, ФРГ) — разработчик программного обеспечения, самоучка, по образованию физик и писатель. Он разрабатывает ПО с 2001 года, когда основал Европейский фонд свободного программного обеспечения.
Греве был президентом ЕФСПО в течение восьми лет. В июне 2009 года он передал пост президента ЕФСПО Карстену Герлоффу. В его обязанности входит координация Генеральной ассамблеи ЕФСПО, поддержка работы местных представителей, работающих над политическими и правовыми вопросами, а также выступления с речами или информирование журналистов в целях распространения знаний о свободном программном обеспечении.
Кроме того, Георг Греве также работал в качестве консультанта, представлял Google в процессе стандартизации Office Open XML в ISO и рецензировал проект для Европейской комиссии.

## Биография
Греве имеет учёную степень в биофизике, по физической океанографии и астрономии, которую получил в отделе компьютерной науки Гамбургского университета. Его междисциплинарная дипломная работа была написана в области нанотехнологий на сканирующем зондовом микроскопе.
Впервые Греве попытался разработать программное обеспечение, когда ему было 12 лет. Его первая публикация в профессиональном журнале состоялась в 1992 году. Он частично сам оплачивал свою учёбу, когда руководил разработкой программного обеспечения для оценки данных СКВИД-датчика в лаборатории Университетской клиники Гамбург-Эппендорф.
В 1993 году он узнал о свободном программном обеспечении, в частности проекте GNU и Linux. В 1998 году он был европейским спикером проекта GNU и начал писать «Brave GNU World» (рус. О дивный мир GNU), ежемесячную колонку о свободном программном обеспечении с описанием интересных проектов GNU. Она была опубликована в Интернете на десяти языках, а также в международных печатных журналах, включая немецкий Linux Magazine. Название «Brave GNU World» — ссылка на роман Олдоса Хаксли «О дивный новый мир».
В начале 2001 года он инициировал создание Европейского фонда свободного программного обеспечения (ЕФСПО), первого фонда свободного ПО за пределами США. Греве был приглашён в качестве эксперта в Комиссию по правам интеллектуальной собственности правительства Великобритании, а также представлял немецкое гражданское общество в немецкой правительственной делегации на первом этапе Всемирного саммита ООН по вопросам информационного общества. Он также сотрудничал с рабочими группами гражданского общества на европейском уровне и с тематическими рабочими группами по патентам, товарным знакам, авторским правам и свободному программному обеспечению.
В 2009 году он получил должность генерального директора в Kolab Systems AG в Цюрихе, Швейцария. С 2010 года он является президентом совета компании.
В 2010 году Греве был награждён Орденом «За заслуги перед Федеративной Республикой Германия».
Греве женат и в настоящее время живёт в Швейцарии.